# Kyperští Řekové

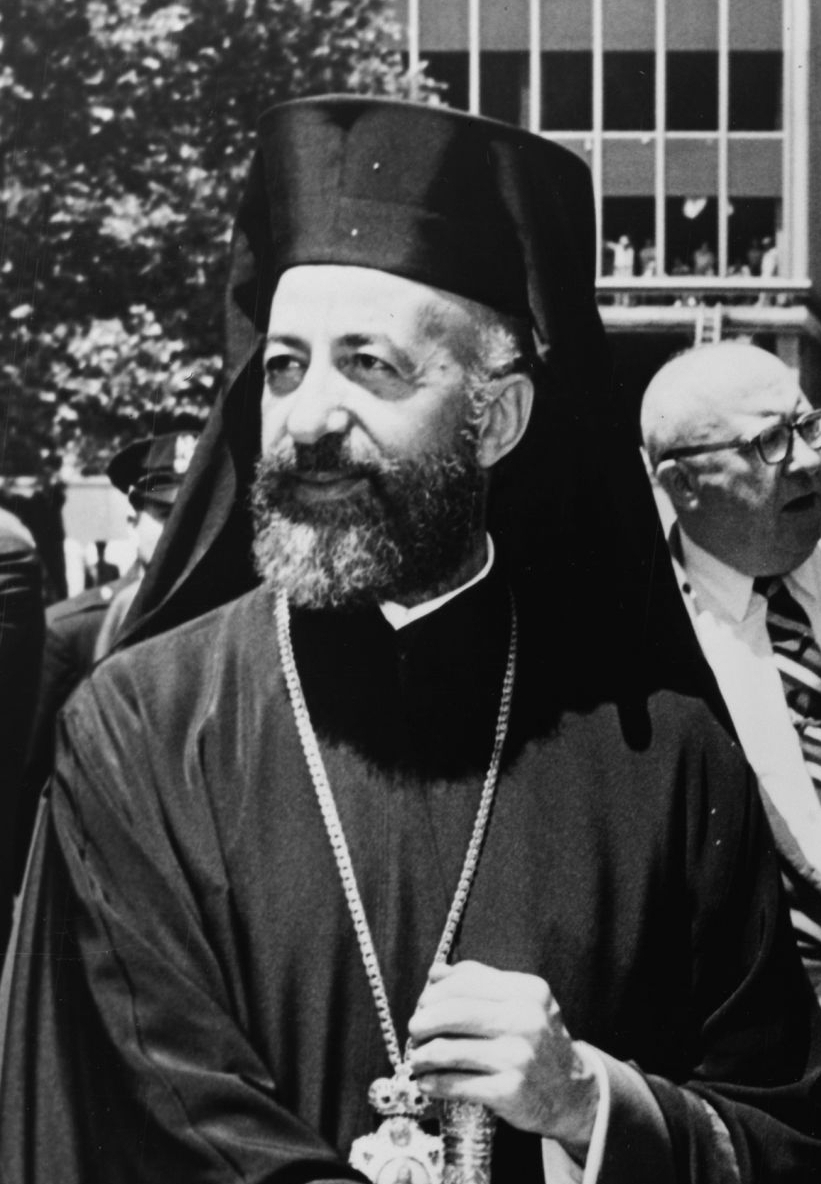
Makarios III., První prezident Kypru

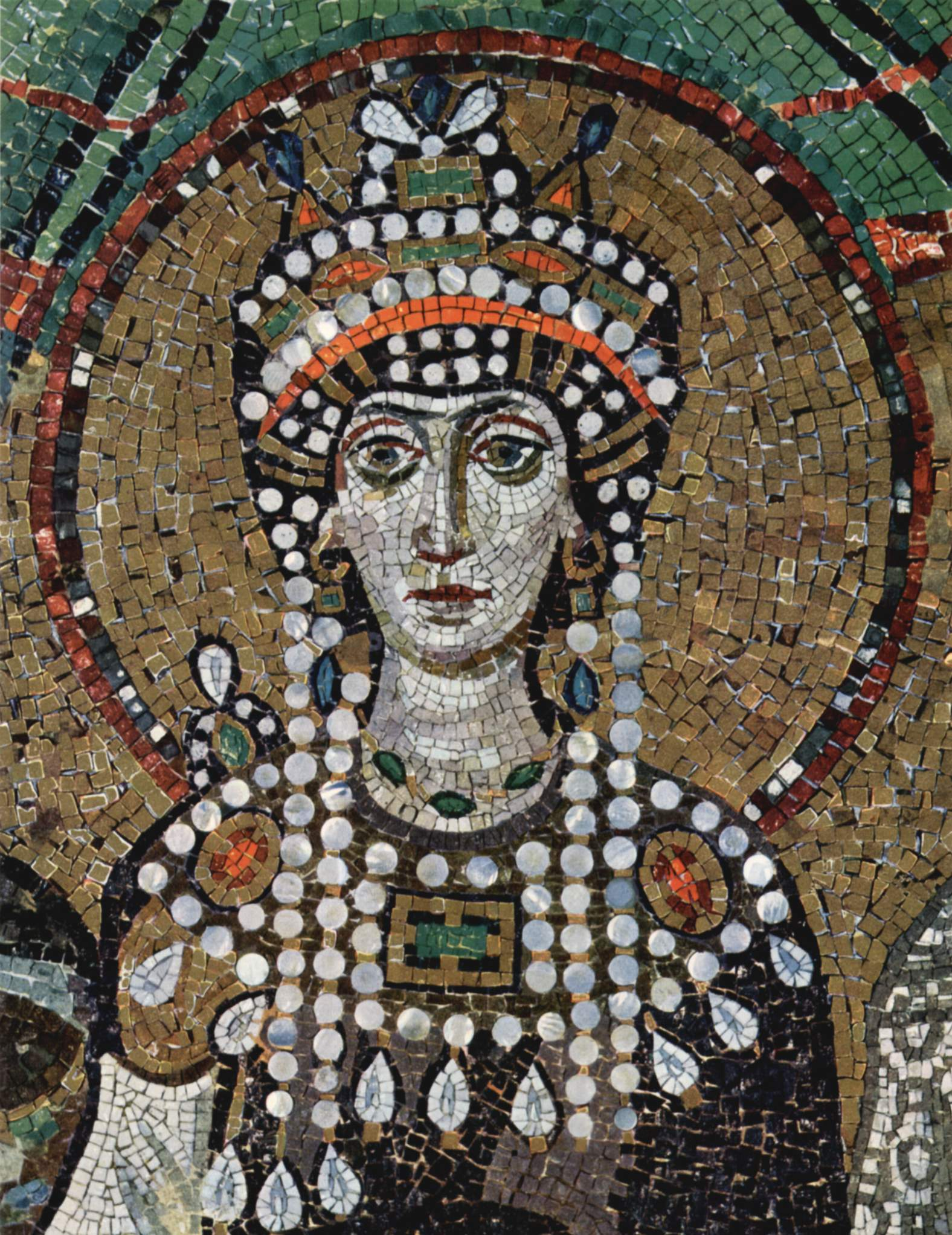
Byzantská císařovna Theodora I., manželka císaře Justiniána I.

Kyperští Řekové nebo Řečtí Kypřané (řecky Ελληνοκύπριοι – Ellinokyprii) jsou Řekové z ostrova Kypr, přičemž zde tvoří 80% většinu celkové populace Kypru. Řeckých Kypřanů je kolem 1 500 000. 

## Dějiny
Kyperští Řekové jsou potomci řeckého kmene Achájů, nositelů mykénské kultury, kteří se na Kypru usadili kolem roku 1200 před Kr., tedy po pádu mykénské civilizace. Mykénská kultura však na původní, neřeckou populaci, zejména kyperskou aristokracii měla i během trvání mykénské kultury. Achájové zde společně v míru žili s původním obyvatelstvem, se kterým se mísili a definitivně je řecký element pohltil až v době helénismu, tedy ve 4. století před Kr.
Během klasického období stál Kypr mimo důležité okamžiky v řeckých dějinách, měl svůj vlastní vývoj, správu a umění, ale stal se důležitým dodavatelem mědi a dřeva na stavbu lodí. Kypřané uctívali bohyni Afroditu, která se narodila na ostrově Kypr. Kypr však v klasické době ovládli Peršané, které odsud vyhnal až Alexandr Veliký. Po Alexandrově smrti ostrov připadl Ptolemaiovcům a místní obyvatelstvo se těšilo velké prosperitě. V této době proběhla celková helenizace obyvatelstva. Properita pokračovala i během římského období. Postupně se Kypřané christianizovali a již v roce 431 zde vznikla samostatná církevní zpráva. Od 7. – 10. století byl Kypr ovládán Araby. Během benátského období byly pokusy Kypřany obrátit na katolickou víru, ale ostrov ovládli Turci. Z Anatolie se zde usadilo muslimské obyvatelstvo, které islamizovalo i část Řeků a toto obyvatelstvo je předkem dnešních Kyperských Turků. V 19. století během britské vlády se i zde vytvořil helénský patriotismus, přičemž se Kypřané chtěli spojit s Řeckem. V roce 1960 získali Kypřané nezávislost od Spojeného království, ale řecký diktátor Papadopoulos se chtěl Kypru zmocnit násilím, což vyostřilo konflikt s Tureckem, které zabralo severní část ostrova. Během tureckého útoku zemřelo mnoho Řeků. Turci ničili města, znásilňovali a zabíjeli. Řekové z této oblasti uprchli na jih ostrova, případně do Spojeného království.

## Jazyk
Kyperští Řekové hovoří kyperskou řečtinou, jazykem, který si uchoval mnoho společných prvků se starořečtinou. Patří mezi východní řecké dialekty, jako je dialekt ze západní Anatolie či Dodekanése. Ve školách či na úřadech se však používá démotiké- Novořečtina z Řecka.

## Kultura
Kyperská kultura má specifické postavení v řeckém folklóru. Lidové tance a písně jsou srovnatelné s řeckými ostrovy v Egejském moři. Tančí se zde tanec Syrtos, Sousta, Antikristos Zeibekiko, Karsilamas a Tsatsia. Zvláštností Kypru jsou veršované písně jménem tsiatista, snad podobné krétským mantinádam. Známé lidové písně jsou Ta Rial, Ešem vereverem či Portokalia tou karava. Tradiční lidové nástroje jsou housle (fkiolin), oudi (orientální mandolína) a lidová flétna (pithkiavlin) a orientální buben (toumberleki). Moderní kyperská hudba byla ovlivněna hudbou z Řecka, proto jsou to moderní písně stejné jako v Řecku, vžil se hlavně drnkací nástroj buzuki. Nejznámější zpěvačka je Anna Vissi, populární i v Řecku a také Michalis Violaris. Známý řecký skladatel minulého století Manos Loïzos pocházel z Kypru. Z Kypru pochází i režisér Michalis Kakojannis, režisér filmu Řek Zorba.